# エディー・ブラウン (ワイドレシーバー)
エディー・ブラウン（Eddie Brown 1962年12月18日- ）はフロリダ州マイアミ出身のアメリカンフットボール選手。NFLのシンシナティ・ベンガルズで1985年から1991年までプレーした。ポジションはワイドレシーバー。ビッグプレーメーカーとして活躍した。

## 経歴
マイアミ大学の一員として1984年1月2日に行われたオレンジボウルでネブラスカ大学を破り全米チャンピオンとなった。1984年シーズンにはマイアミ大学のWRとして初めて1,000ヤードを超えるレシーブを記録、ボストンカレッジ戦では10回のキャッチで220ヤードを獲得、この試合でチームのQBバーニー・コーザーは大学記録となる447ヤードを獲得したものの、相手QBダグ・フルーティは472ヤードを獲得、最後に投げたヘイルメアリーパスが決まり45-47でマイアミ大学は負けた（Hail Flutie）。 
1985年のNFLドラフトではWRとしてアル・ツーンに次いで2番目、ジェリー・ライスより3つ前の1巡目全体13位でシンシナティ・ベンガルズに指名された。契約は難航したものの4年間160万ドルで契約、この年53回のキャッチで942ヤードを獲得（ベンガルズ史上クリス・コリンズワースに次ぐ新人WRとして歴代2位の記録）、8タッチダウンをあげてAP通信より最優秀新人攻撃選手に選ばれた。また1969年のスピーディー・トーマス、1973年のアイザック・カーティス、1981年のクリス・コリンズワースに次いでチーム史上4人目の1試合100ヤードレシーブを記録した新人WRとなった。
1986年1月18日ルーキー・オブ・ザ・イヤーの表彰を受けるためワシントンに向かっていた彼の乗った飛行機がワシントン・ダレス国際空港へ緊急着陸する事態に遭遇した。この飛行機にはカレッジフットボール最優秀QBに選ばれたビニー・テスタバーディも乗っていた。
1987年に4勝11敗だったチームについて彼はストライキが他のチームより多くの打撃をチームに与えたと発言している。
1988年にNFL1位のオフェンスの活躍もあり12勝4敗の成績をあげてAFC中地区優勝を果たした。この年53回のキャッチで1,273ヤードを獲得（獲得ヤード数、1回あたり24ヤードはいずれもチーム記録）、9タッチダウンをあげた彼はブーマー・アサイアソン、ジェームズ・ブルックス、ロドニー・ホールマン、アンソニー・ムニョス、マックス・モントーヤ、ティム・クラムライ、エリック・トーマス、デビッド・フルチャーと共にプロボウルに選出された。この年50回以上のレシーブをした選手の中でNFLトップの1回平均24ヤードを獲得した。この年当時のチーム記録となる1試合216ヤード獲得の活躍も見せている。チームはプレーオフでシアトル・シーホークス、バッファロー・ビルズを破ったが第23回スーパーボウルでサンフランシスコ・フォーティナイナーズに16-20と敗れ優勝はならなかった。
1989年にはホールドアウトを行いプレシーズンゲームとシカゴ・ベアーズとの開幕戦を欠場し4年間360万ドルの絵契約を結びチームに合流した。
1990年には44回のキャッチを記録、チームは9勝7敗ながら地区優勝を果たした。
1991年シーズン終盤、頸椎ヘルニアの手術を行うためチームを離脱、1992年シーズンを全休した。1993年に復帰することがチームから期待されていたが1991年シーズンが最後のシーズンであった。
現役引退後、カリフォルニア州で労災認定を申請している（カリフォルニア州ではフランチャイズを置くチームに所属していなくても同州で行われた試合に1試合でも出場すれば労災の申請ができる。）選手の1人である。